# Distrito de Circa
El Distrito de Circa es uno de los nueve distritos de la Provincia de Abancay  ubicada en el departamento de Apurímac, bajo la administración del Gobierno regional de Apurímac, en el sur del Perú.
Desde el punto de vista jerárquico de la Iglesia católica forma parte de la Diócesis de Abancay la cual, a su vez, pertenece a la Arquidiócesis de Cusco.

## Historia
El distrito fue creado mediante Ley del 21 de junio de 1825.

## Límites
Limita por el Norte con Lambrama y Pichirhua, por el sur con Grau y Antabamba, por el este con Grau y por el oeste con Chacoche.

## Comunidades
Tiene un total de 13 comunidades, las cuales son Ocobamba, Antabamba, Yacca, Huirahuacho, Circa, Huanrecca, Mollini, Taccacca, Tamburqui, Parcco, Pararani, Apinuhuaylla y Kesari, en Yacca se pueden Realizar diversos tipos de actividades entre ellas el canotaje, el campamento y el turismo.

## Geografía
Tiene una superficie de 641,68 km² y una población estimada de 2 399 habitantes en 2005.
Ubicado en los 13º53'00" Latitud Sur y 72º52'30" Latitud Oeste, a 3.120 m s. n. m.

## Autoridades

### Municipales
- 2019-2022:[3]
  - Alcalde: santos sanche¡z damian, movimiento regional llankasun kuska .
  - Regidores: Percy Ancalla Huamaní (PPA), Andrés Chávez Gonzales (PPA), Lucía Córdova Yucra (PPA), Germán Gutiérrez Flores (PPA), Santos Torres Serrano (Movimiento Popular Kallpa).
- 2007-2010
  - Alcalde: Asunto Gregorio Montoya Juro.

## Festividades
- Carnavales.
- Santa Cruz.
- Inmaculada Concepción.
- Natividad.